# Kunskapsnätverket för samisk hälsa
Kunskapsnätverket för samisk hälsa är ett nätverk som syftar till att säkerställa en god hälsa och en vård på lika villkor för samer i Sverige. Nätverket omfattar Region Norrbotten, Region Västerbotten, Region Jämtland Härjedalen samt Region Dalarna.

## Bakgrund
Kunskapsnätverket för samisk hälsa arbetar sedan 2017 för att främja god hälsa och en vård på lika villkor för urfolket samerna. Till grund för arbetet ligger Strategi för samiska hälsa – en hälso- och sjukvård som bidrar till en god och jämlik hälsa för samer 2020-2030 – ett dokument som antagits av alla regioner i samarbetet. Strategin beskriver hur regionerna ska utveckla en språk- och kulturanpassad hälso- och sjukvård som tar hänsyn till kultur, språk och den samiska patientens livsvillkor.

## Syfte
Kunskapsnätverket för samisk hälsa verkar för att regionerna ska tillvarata samernas rättigheter som urfolk. 
Nätverket har fem delmål:
1. Utbilda - Öka kulturkompetensen i vården, höja kunskapen om urfolksrättigheterna och utveckla stöd för kultursensitiva vårdmöten.
2. Utveckla - Stödja regionerna i utvecklingen av en god och nära vård för samer. Utforskar olika lösningar, som till exempel digitalisering och strategisk kompetensförsörjning, i samarbete med andra.
3. Synliggöra - Verka för att samiska språk och samisk kultur ska vara närvarande i hälso- och sjukvården.
4. Bredda kunskapen - Uppmärksamma kunskapsluckor och samarbeta för att främja en etisk samisk hälsoforskning.
5. Realisera - Verka för ett nationellt kunskapscentrum för en samisk hälsa.

## Organisation
Varje region i nätverket har en länskoordinator för samisk hälsa och ett kompetensnätverk där personal med samisk språk- och kulturkompetens ingår. Kunskapsnätverket för samisk hälsa har också en styrgrupp och politisk referensgrupp. I dessa ingår förutom regionerna också Sametinget, Svenska samernas riksförbund, Sáminourra, Landsförbundet svenska samer, Riksorganisationen Samerna och Same Ätnam.